# Crocidura russula osorio
La musaraña de Osorio (Crocidura russula osorio) es una subespecie de la musaraña gris (Crocidura russula) que habita en las zonas más húmedas del norte de Gran Canaria, entre los 450 y 800 metros de altitud.
Sus diferencias morfológicas con la musaraña gris hicieron pensar en un principio que se trataba de una especie endémica de Gran Canaria, si bien no se tenía referencias a la existencia de musarañas en tiempos remotos. Estudios genéticos posteriores han determinado, sin embargo, su pertenencia a dicha especie.

## Morfología
- Esperanza de vida: 2 años de vida.[nota 1][2]
- Color: El pelaje dorsal es de coloración pardogrisácea. El vientre es ligeramente más grisáceo
- Longitud: 200,0-300,0 mm
- Peso: 4,7-9,0 g